# Йоан Теодоров
Йоан Поптеодоров Зограф (на гръцки: Ιωάννης Ζωγράφος) е един от най-известните художници в региона на Югозападна Македония от втората четвърт на XVI век по време на възхода на църковната живопис при архиепископ Прохор Охридски.

## Биография
Роден е в костурското село Грамоща в семейството на поп Теодор. Съвременник е на големия художник Онуфрий Аргитис, който също работи в Югозападна Македония и Албания, и е сътрудник на сина му Никола. Йоан Зограф се оформя като художник в традициите на старата костурска живописна школа. Дейността му е засвидетелствана хронологично от 1534 до 1542 година и географски от Костур до Демир Хисар. Изглежда Йоан Зограф е има ателие и ученици монаси в Слепче, тъй като има голяма продукция в Слепченския манастир „Свети Йоан Предтеча“, в Топличкия манастир „Свети Никола“, както и в селата Слоещица и Бучин. На иконата на Исус Христос Сотир в църквата в Слепченския манастир Йоан Зограф е оставил подпис на гръцки език.
Негови икони са „Исус Христос“ (1534/1535) от „Свети Никола Топлички“, по-късно в Слепченския манастир, подписана „χειρ ιω(άννου) <ϊ>ζωγράφου ιου Πα(Πα) Θεωδόρου Γραμοστ(ινού)“, „Света Богородица“, неподписана, пареза на икона на Христос, в Националния музей в Скопие, царски двери, неподписани, от „Свети Герман“ в Герман, днес в Леринския археологически музей.
Стенописните му дела са нартексът (1534/1535) с подпис „χειρ <ϊ>ζωγράφου Ιω(άνν)ου“, наосът (1536/1537) и параклисът на храма „Свети Никола Топлички“, храмът „Свети Николай“ в Курян, Фиерско, заедно с Николай, подписан „όταν εις Θεών εκπετάσης τας χείρας ω Θεού θήτα μνήσθιτη καμού (του) αμαρτολού κ(αι) αμαθούς Ιωάνου κ(αι) Νικολάου“, храмът „Свети Георги“ в Арбанаси, заедно с Николай, и неподписаните стенописи в храма „Свети Атанасий“ в Слоещица, Демир Хисар.
На Йоан са приписвани икони от „Свети Йоан Богослов Канео“ в Охрид, в Струга, в Грънчари (15 икони от дейсисния ред), от „Свети Никола“ в Зързе (1534/1535), от Битолския музей и Охридската галерия за икони. Според Маргарита Куюмджиева стенописите в „Свети Андрей“ в Матка (1559/1560), „Свети Атанасий“ в Шишево (1565) и „Свети Спас“ в Добри дол (1576) са дело на зографи от школата на Йоан Теодоров.
Йоан е зограф с големи умения, сравними с тези на майсторите от Класическия Палеологов период. Той добре познава на канона и догматиката, съдейки по цитатите от литургията. Също така познава и новоканонизираните светци – изписва Георги Софийски Нови, както и политиката на архиепископ Прохор за възстановяване на охридския примат над сръбските епархии – изписва сръбските култове, светците Симеон, Сава и т.н.